# Alphonse Van Beurden

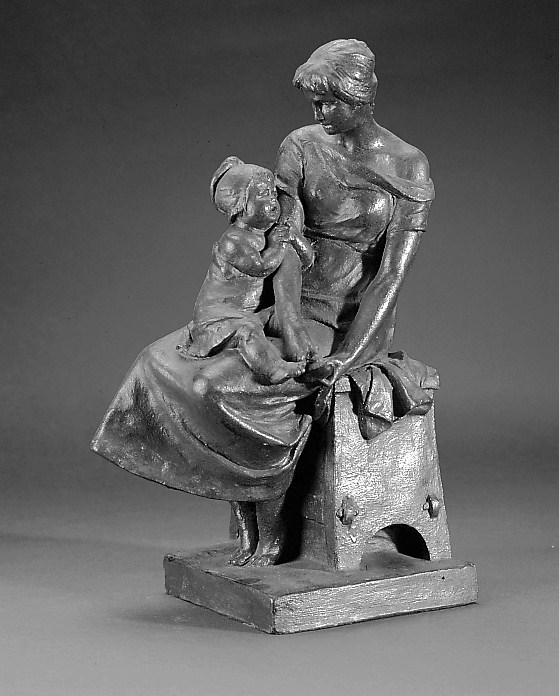
Alfons Van Beurden - Moeder en kind zittend op een tabouret.

Alphonse Van Beurden  of  Alfons Van Beurden (Antwerpen, 23 april 1854  - aldaar, 21 augustus 1938), was een Vlaams Beeldhouwer en ivoorbewerker. Hij is bekend voor zijn beeldhouwwerken deel uitmakend van monumentale gebouwen zoals het Museum voor Schone Kunsten, de Diamantbeurs enz.

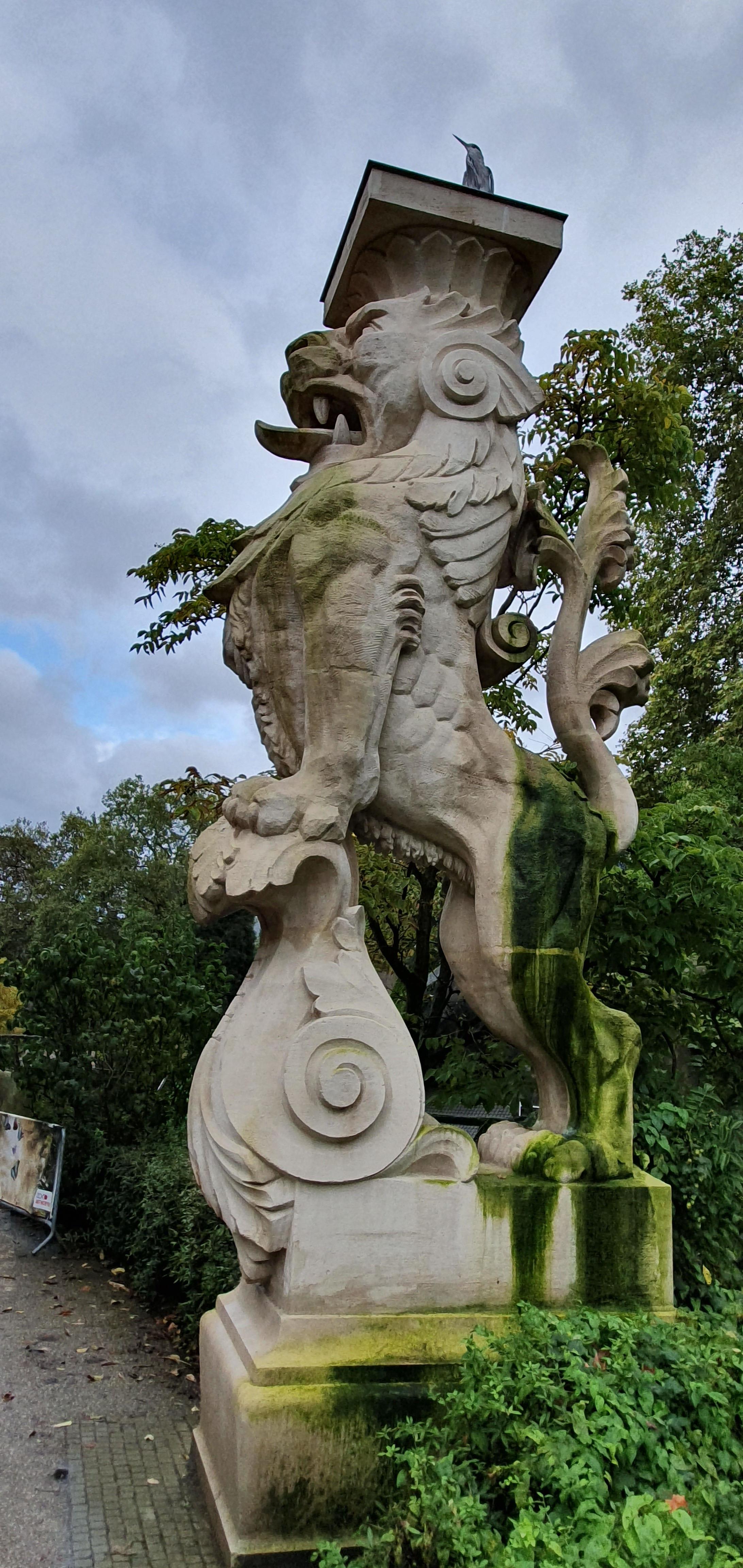
Alfons Van Beurden – Leeuw in de Antwepse Zoo.

## Biografie
Adrianus Alphonsus Van Beurden was de zoon van Adrianus Van Beurden en Maria Catharina Denis. Reeds als jonge knaap kwam het talent van Alfons aan het licht want nog voor hij ging studeren aan de academie leerde hij al twee jaar houtsnijwerk bij de firma Goemans. Alphonse van Beurden studeerde aan de Academie voor Schone Kunsten te Antwerpen bij Jozef Geefs en Edward Dujardin. Hij won de eerste prijs in beeldhouwkunst in 1874.
In 1878 trad hij in het huwelijk met Susanna Delvaen. Ze hadden drie kinderen: Joanna Maria (1877-1878), Gerardus Alphonsus (1878-1961) die schilder werd en Robertus Antonius (1887-1888). Sommige bronnen vermelden een vierde kind namelijk Jan Frans Corneel Van Beurden, een architect gekend als John Van Beurden, geboren in 1880 en overleden in 1967.

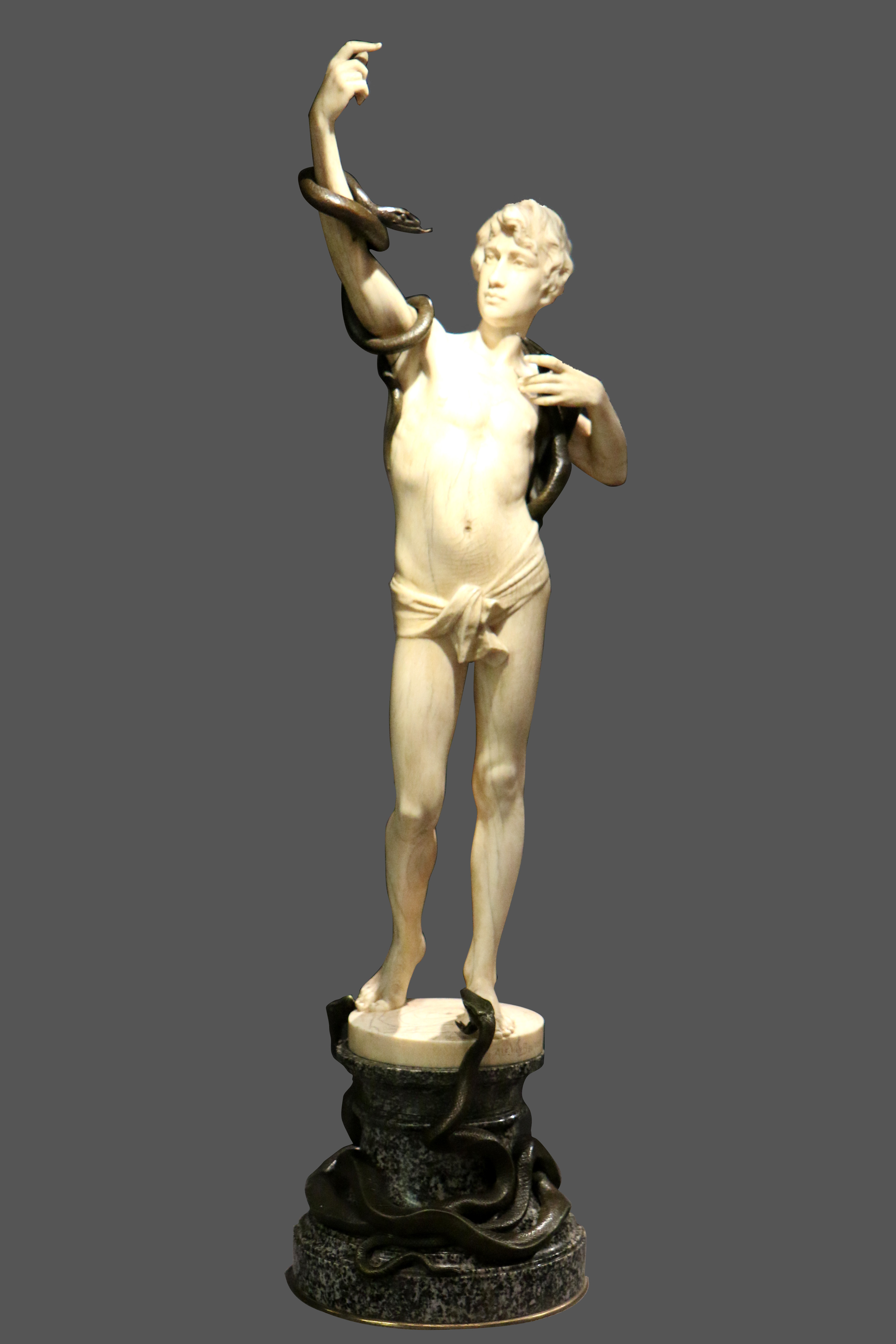
Alfons Van Beurden – De slangenbezweerder.

Van Beurden nam waarschijnlijk voor het eerst deel aan een tentoonstelling in 1879 namelijk het Antwerps Driejaarlijks Salon, waar hij drie plaasteren beelden toonde namelijk 'La toilette', 'Pas d’accord' en 'Portret van Mme C.B. '. Na zijn eerste werken in plaaster ging hij snel over op terracotta en marmer en in 1885 exposeerde hij zijn eerste bronzen beeld. Omstreeks 1890 ging hij ook ivoorsnijwerk maken.
In 1884 trad hij toe tot de kunstkring ‘Als ik kan’ die op 25 oktober 1883 was opgericht onder de naam 'Union Artistique des Jeunes' met het doel tentoonstellingsmogelijkheden te creëren voor de leden, voor het grootste deel jonge Antwerpse kunstenaars die zich nog niet in het officiële circuit hadden kunnen nestelen. In 1885 werd hij leraar aan de Academie van Antwerpen. Als lid van ‘Als ik kan’ sculpteerde hij de borstbeelden van de leden. Hij werkte ook nog samen met Jef Lambeaux. Voor het Museum voor Schone Kunsten maakte hij de allegorische scène ‘Egyptische kunst’ op noordgevel en de Kariatiden in de trapzaal en voor de Diamantbeurs creëerde hij de twee vrouwenfiguren op het balkon van de voorgevel. Maar het centrale domein in zijn werk was de burgerlijke salonkunst. Hij was bekend en gewaardeerd voor zijn perfecte weergave van naakte lichamen, vooral jonge vrouwen en kleine kinderen. Zijn anatomische kennis en technische capaciteiten in het behandelen van zijn materiaal wekken nog altijd respect op.
In Engeland is Van Beurden beroemd om zijn ivoorsnijwerken. Hij exposeerde dertien keer achter elkaar (1887-1904) in de Royal Academy of Art met in totaal zestien beelden in ivoor en marmer.
- International Standard Name Identifier: 0000 0000 8926 3413
- RKD-Nederlands Instituut voor Kunstgeschiedenis: 453165
- Union List of Artist Names: 500197493
- Virtual International Authority File: 130093774